# Kingstown (Caroline du Nord)
La ville de Kingstown est située dans le Comté de Cleveland, en Caroline du Nord, aux États-Unis. Selon le recensement de 2010, sa population est de 681 habitants.

## Démographie
| 1990 | 2000 | 2010 | - | - | - |
| ---- | ---- | ---- | - | - | - |
| 956  | 845  | 681  | - | - | - |